# Stjärnhov
Stjärnhov is een plaats in de gemeente Gnesta in het landschap Södermanland en de provincie Södermanlands län in Zweden. De plaats heeft 588 inwoners (2005) en een oppervlakte van 97 hectare.

## Verkeer en vervoer
Bij de plaats loopt de Riksväg 57.
Door de plaats loopt een spoorlijn.